# Emile Habibi
Emil Habibi (în ebraică אמיל חביבי, în arabă إميل حبيبي; n. 29 august 1922, Haifa, Palestina sub mandat britanic – d. 2 mai 1996, Nazaret, Districtul de Nord, Israel) a fost un scriitor, jurnalist și om politic israelian de origine arabă palestiniană.

## Biografie
S-a născut la Haifa la 29 august 1922, unde a crescut și a trăit până în 1956, când s-a mutat la Nazaret, unde a rămas până la moarte. S-a dedicat activității politice după 2 Mai 1996 în cadrul Partidului Comunist Palestinian și a fost unul dintre fondatorii Ligii Naționale de Eliberare din Palestina în 1945. După înființarea Israelului, el a fost activ în reorganizarea comuniștilor în cadrul Partidului Comunist, Habibi fiind unul dintre reprezentanții acestuia în Knesset (Parlamentul Israelului) între 1952 și 1972, când și-a dat demisia din parlament pentru a se dedica activității literare și jurnalistice.
În cadrul activității sale de jurnalist, Habibi a lucrat ca radiodifuzor la Al-Quds Radio (1942-1943), redactor la săptămânalul Mahmaz ( 1946 ) și a fost și redactor-șef al cotidianului Al-Ittihad, cotidianul arab. cotidianul oficial al Partidului Comunist, între 1972 și 1989. În domeniul literaturii, Habibi a publicat prima sa lucrare intitulată Șase zile, în 1968, după care au urmat alte 4 romane de succes: Straniile întimplări ale dispariției lui Said Abu Al-Nahs pesoptimistul în 1974, Laka Bin Laka în 1980, Akhtiyah (1985) și în final Basmul lui Saraya, fiica lui Al-Ghoul (1991). 
Aceste câteva lucrări l-au făcut pe Habibi unul dintre cei mai importanți inovatori arabi datorită stilului său nou și diferit de scriere literară. În 1989, în urma prăbușirii sistemului socialist, a reconsiderat unele poziții ideologice provocându-i neînțelegeri intelectuale și organizatorice cu Partidul Comunist, în contextul cărora a fost nevoit să demisioneze din toate funcțiile sale de partid, inclusiv de redactor-șef al ziarului Al-Ittihad. Dar a rămas membru al partidului (Habibi era membru de partid de la vârsta de 14 ani) până în 1991, când a demisionat din partid. 
În 1990 Organizația pentru Eliberarea Palestinei i-a oferit „Medalia Ierusalimului”, cea mai înaltă distincție palestiniană. În 1992 Israelul i-a acordat „Premiul Israel pentru literatură, care este cel mai înalt premiu literar acordat de stat. În ultimul an al vieții sale, a publicat o revistă literară numită Masharef. Emil Habibi a murit în mai 1996 și a cerut ca aceste cuvinte să fie scrise pe mormântul său: „Voi rămâne în Haifa”.

## Cele mai importante lucrări ale lui Emile Habibi
Ca jurnalist, Habibi a lucrat ca radiodifuzor la Al-Quds Radio, care a fost afiliat autorităților din mandatul britanic (1942-1943), și ca redactor al săptămânalui Al-Mehmaz (1946). Iar între 1972-1989 fiind redactor-șef al ziarului Ittihad. El contribuind la redactarea editorialului principal sub pseudonimul „Juhaina”.

Cele mai multe dintre aceste lucrări au fost publicate de Departamentul de Informare și Cultură al Organizației pentru Eliberarea Palestinei (Dar Al-Jalil). Habibi a fondat revista Masharef, care este considerată un reper în revistele culturale arabe. Revista s-a oprit pentru o scurtă perioadă după moartea fondatorului său, apoi a revenit la publicare în Haifa.

## Opere selecte
Poarta Mendelbaum (1954)
Al-Nouriya - Destinul lumii (1962)
Elogiul Racului (1967)
Cele șase zile (1969): este o colecție de povestiri care vorbește despre ocupația israeliană a Cisiordaniei și a Fâșiei Gaza în 1967 și despre palestinienii din 1948. Cartea conține următoarele nuvele:
- Umm al-Rubabika: Este o piesă care vorbește despre o femeie palestiniană rămasă în Wadi Nisnas din Haifa, care trăiește în mijlocul dărâmurilor și rămășițelor vecinilor săi care au fost expulzați sau au fugit din calea războiului în 1948, ea așteaptă întoarcerea poporului palestinian din orașul ei.
- Când Masoud era fericit cu vărul său
- În cele din urmă, s-a lumiant migdalul - Întoarcerea
- Mărgeaua albastră
- Întoarce-i fruntea
- Dragostea este în inima mea

Straniile întimplări ale dispariției lui Said Abu Al-Nahs pesoptimistul (1974): Este un roman satiric scris de Emile Habibi în trei capitole, vorbește despre viața unui palestinian în Israel, despre deținerea instrumentelor de conștientizare în lumina conflictului palestiniano-israelian și a tratamentului cetățenilor israelieni de origine arabă-palestiniană de către autorităție israeliene. A fost menționat printre cele mai bune 100 de romane arabe. A fost tradusă în ebraică și a devenit una dintre cele mai faimoase lucrări arabe în rândul publicului vorbitor de ebraică din Israel. Include trei capitole:
- Primul Capitol: Se repetă
- Capitolul al doilea: Rămâne
- Capitolul al treilea: A doua repetare

Lakaa Bin Lakaa (1980): Este, de asemenea, o piesă de teatru care vorbește despre întâlnirea dintre palestinienii uciși în războaiele Isrealiano-Arabe și israelienii uciși de palestinieni. Această piesă de teatru a avut premiera la Damasc în 1982 și a fost regizat de Walid Al-Quwatli. Muzica și cântecele piesei au fost scrise de cântărețul și muzicianul sirian Bashar Zarqan, care a participat și ca actor.
Linearitate (1985): Habibi alege Haifa 1948 ca scenă a romanului său unde încearcă să redă un pic din istoricul orașului său natal povestind de atacul milițiilor evreiești in Aprilie 1948 și opțiunile populației Palestiniene între a rămâne in Haifa sau a fugi din calea războiului. 
Basmul lui Saraya, fiica lui Al-Ghoul (1991): Este o autobiografie a scriitorului, în care vorbește despre viața sa împărțită între politică și literatură.
Spre o lume fără cuști (1992): Habibi vorbește despre motivele pentru care a părăsit Partidul Comunist după 50 de ani de activitate neîntreruptă. 